# Dienstvorschriften der Bundeswehr
Dienstvorschriften der Bundeswehr sind dienstliche Anweisungen zur bürokratischen Regelung der Arbeitsabläufe im Geschäftsbereich des Bundesministeriums der Verteidigung. Sie sind für die Soldaten sowie für die zivilen Mitarbeiter der Bundeswehr und des Verteidigungsministeriums bindend.

## Bedeutung und Arten
Das Dienstvorschriftenwesen der Bundeswehr (DvWesBw) ist in seinen Grundzügen nach dem Zweiten Weltkrieg entstanden. Kernelemente der Bundeswehr als Parlamentsarmee mit einer klaren Trennung zwischen Streitkräften und Verwaltung spiegeln sich im Vorschriftenwesen ebenso wider wie die herausgehobene Rolle des Bundesministeriums der Verteidigung (BMVg).
Organisatorisch gliedert sich der Geschäftsbereich des Bundesministers der Verteidigung  in das Ministerium selbst und die Bundeswehr, die ihrerseits wiederum aus den zivilen und militärischen Organisationsbereichen besteht.
Übergreifende Vorschriften für den gesamten Geschäftsbereich (Zentrale Dienstvorschriften – ZDv) werden durch das Bundesverteidigungsministerium überwiegend in Form von Dienstvorschriften und Erlässen herausgegeben.
Im Bereich der Bundeswehr existiert eine Vielzahl von Vorschriften. In den Streitkräften und militärischen Organisationsbereichen sind klassisch die Heeres- („HDv“), Luftwaffen- („LDv“) und Marinedienstvorschriften („MDv“), aber auch Weisungen und Besondere Anweisungen (BesAn) zu finden, z. B. BesAnMilFS 2-100 „Flugverkehrskontrolldienst“ oder allgemeine Umdrucke („AU“, z. B. AU 500/1 Handbuch zur Vereinbarkeit von Familie und Dienst in den Streitkräften).
In den zivilen Organisationsbereichen wird der Dienstbetrieb dagegen überwiegend mit Verwaltungsvorschriften sowie Weisungen und Erlässen geregelt. Darüber hinaus kommen im gesamten Geschäftsbereich des Bundesverteidigungsministeriums Vorschriften und dienstliche Anweisungen in verschiedensten Formen und Ausprägungen mit unterschiedlichsten Bezeichnungen zur Anwendung. Komplettiert wird die Vorschriftenlandschaft durch eine große Zahl von technischen Regelungen („TDv“) für nahezu jegliches technisches Gerät.
Der Erlass BMVg Fü S I 3 – Az 35-08-07 vom 20. September 1982 (Richtlinien zum Traditionsverständnis und zur Traditionspflege in der Bundeswehr) zur ZDv 10/1 „Innere Führung“ hat beispielsweise für alle Truppenteile Verhaltensmaßregeln für die Traditionspflege der deutschen Streitkräfte erlassen.

## Vollzug
Dienstvorschriften werden gemäß den Bestimmungen der Zentralen Dienstvorschrift ZDv 90/1 „Die Dienstvorschriften der Bundeswehr“ erstellt.
Die Bewirtschaftung von Dienstvorschriften wird in der ZDv 90/2 geregelt. Die Teilstreitkräfte Luftwaffe und Marine bewirtschaften ihre TSK-spezifischen Dienstvorschriften in eigener Verantwortung. Dienstvorschriften mit organisationsbereichübergreifendem Inhalt  werden ebenso wie z. B. die TDv und Erlasse zentral vom Streitkräfteamt Gruppe Dienstvorschriften (Dienstvorschriftenzentrale der Bundeswehr) bewirtschaftet.

## Reformbestrebungen
Im Zuge der Neuausrichtung der Bundeswehr hat die Bundesministerin der Verteidigung Ursula von der Leyen am 13. Februar 2014 die am 9. September 2013 von dem damaligen Bundesminister der Verteidigung Thomas de Maizière vorläufig erlassene Zentrale Dienstvorschrift »A-550/1 Regelungsmanagement« endgültig in Kraft gesetzt. Ziel dieser Verwaltungsreform ist neben der Deregulierung ein IT-gestütztes „aktives Regelungsmanagement“ (ARM), „mit dem Anwendern eine zentrale, nutzerfreundliche und zukunftssichere Plattform zur revisionssicheren Erstellung, Koordinierung und lückenlosen Bereitstellung von Regelungen zur Verfügung gestellt wird“. Die über 140 verschiedenen Regelungsarten sollen auf lediglich 12 reduziert werden. Außerdem soll das Bundesverteidigungsministerium nur noch strategisch-politisch (rahmensetzend) tätig werden, während die nachgeordneten Ebenen für die operativen Regelungen zuständig sind.